# Fußball Club Linz
Il Fußball Club Linz, meglio noto come FC Linz, fu una società calcistica austriaca della città di Linz, nella Alta Austria, esistita dal 1946 al 1997.
Quell'anno si fuse con i rivali cittadini del LASK Linz. Oggi la sua eredità è portata avanti dal Blau-Weiß Linz.

## Storia
- 1946: fondazione con il nome di SV Eisen und Stahl 1946 Linz
- 1949: cambia nome in SK VÖEST Linz
- 1978: cambia nome in SK VOEST Linz
- 1990: la sezione calcio si stacca dal club sotto il nome di FC VOEST Linz
- 1991: cambia nome in FC Stahl Linz
- 1993: cambia nome in FC Linz
- 1997: fusione con il LASK. I tifosi creano una nuova squadra, il Blau-Weiß Linz, non riconosciuta però come successore della precedente.

## Palmarès

### Competizioni nazionali
- Campionato austriaco: 1

1973-1974
- Campionato di Erste Liga: 2

1990-1991, 1995-1996
- Campionato di Regionalliga: 1

1968-1969

### Competizioni regionali
- Campionato dell'Alta Austria: 2

1957-1958, 1960-1961

### Competizioni internazionali
- Coppa Intertoto: 2

1972, 1975

### Altri piazzamenti
- Campionato austriaco:

Secondo posto: 1974-1975, 1979-1980
Terzo posto: 1971-1972
- Coppa d'Austria:

Finalista: 1977-1978, 1993-1994
Semifinalista: 1972-1973, 1974-1975, 1975-1976, 1978-1979, 1986-1987

## Partecipazioni alle coppe europee
| Stagione  | Competizione       | Turno             | Paese                     | Squadra         | Risultato        |
| --------- | ------------------ | ----------------- | ------------------------- | --------------- | ---------------- |
| 1972-1973 | Coppa UEFA         | Primo turno       | Germania Est (bandiera)   | Dynamo Dresda   | 0-2 (T), 2-2 (C) |
| 1974-1975 | Coppa dei Campioni | Turno preliminare |                           | Barcellona      | 0-0 (C), 0-5 (T) |
| 1975-1976 | Coppa UEFA         | Primo turno       | Ungheria (bandiera)       | Vasas           | 2-0 (C), 0-4 (T) |
| 1980-1981 | Coppa UEFA         | Primo turno       | Cecoslovacchia (bandiera) | Zbrojovska Brno | 1-3 (T), 0-2 (C) |